# Michaela Gerg
Elisabeth Michaela Gerg (Bad Tölz, 10 de novimbre de 1965) es una deportista alemana que compitió para la RFA en esquí alpino. Es nuera del esquiador Mathias Leitner.
Ganó una medalla de bronce en el Campeonato Mundial de Esquí Alpino de 1989, en la prueba de supergigante. 
Participó en cuatro Juegos Olímpicos de Invierno, entre los años 1984 y 1994, ocupando el séptimo lugar en Albertville 1992, en la prueba de supergigante.
Después de retirarse de la competición en 1996, trabajó como comentadora deportiva para las cadenas ZDF y Eurosport, y dirige una escuela de esquí en Lenggries.

## Palmarés internacional
| Campeonato Mundial | Campeonato Mundial    | Campeonato Mundial | Campeonato Mundial |
| Año                | Lugar                 | Medalla            | Prueba             |
| ------------------ | --------------------- | ------------------ | ------------------ |
| 1989               | Vail (Estados Unidos) | Medalla de bronce  | Supergigante       |